# Filippo Frontera
Filippo Frontera (Savelli, 16 novembre 1941) è un astrofisico italiano che si occupa degli studi astronomici sui raggi gamma celesti.

## Biografia

### Formazione e carriera
Sin dalla laurea in Fisica con lode nel 1966 presso l'Università di Bologna, ha svolto la sua attività scientifica nel campo dell'astronomia in raggi X duri. È stato responsabile di molti esperimenti sia da satellite, che a bordo di palloni stratosferici, lanciati dall'Italia, Francia, Stati Uniti e Australia.
Dal 1969 al 1985, è stato ricercatore presso l'IASF-CNR (ora OAS-INAF) di Bologna. 
Professore ordinario di Fisica sperimentale presso la Facoltà di Ingegneria dell'Università di Ferrara, in quiescenza dal 2012, per otto anni è stato coordinatore del Dottorato di Ricerca in Fisica.
Come "Eminente Scienziato" dell'Università di Ferrara, Dipartimento di Fisica e Scienze della Terra, continua la sua attività di ricerca con la docenza di “Measurements and Observations of X-/gamma-rays”. È ricercatore associato all'INAF presso OAS-INAF di Bologna, professore aggiunto dell'ICRANET e fa parte del collegio dei docenti del dottorato internazionale IRAP-PhD.
Nel suo paese di nascita, Savelli (KR), Frontera è inoltre l'ideatore e il promotore del Parco Astronomico Lilio, di cui ha progettato l'Osservatorio e il Planetario, inaugurati nel 2016.

### Contributi scientifici
Tra i contributi scientifici di Frontera si annovera la prima evidenza di oscillazioni quasi periodiche (QPO) da un candidato buco nero, ottenuta nel 1975 con palloni stratosferici e confermata quasi vent'anni dopo dal satellite NASA CGRO.
Frontera è stato responsabile di due esperimenti di grande successo a bordo del satellite BeppoSAX lanciato il 30 aprile 1996 da Cape Canaveral (Florida, USA): l'esperimento di alta energia (15-300 keV) Phoswich Detection System (PDS) e l'esperimento Gamma-Ray Burst Monitor (GRBM).
Per quanto riguarda il GRBM, esso ha avuto un ruolo fondamentale, insieme alle Wide Field Cameras, nella scoperta, avvenuta nel 1997, dell'origine extragalattica dei Lampi di Raggi Gamma (Gamma Ray Burst, GRB), un mistero durato circa 30 anni e svelato appunto grazie a BeppoSAX. Tale scoperta è stata classificata dalla rivista americana Science tra le prime dieci scoperte più importanti dell'anno 1997 in tutti i campi della scienza. Nel corso della vita di BeppoSAX (30 aprile 1996 - 30 aprile 2002), il GRBM ha rivelato oltre mille GRB e ha consentito scoperte, quali la cosiddetta “Amati relation”, dal nome del primo autore del lavoro, di grande importanza per la fisica dei GRB, e la prima associazione di un GRB (980425) con l’esplosione di una supernova (SN1998bw). Grazie alla scoperta dell’origine extragalattica, i GRB sono ora riconosciuti essere un laboratorio ideale per la soluzione di molte questioni ancora aperte di Cosmologia e di Fisica Fondamentale.
Frontera è stato anche Co-Responsabile dello sviluppo e realizzazione dell'esperimento JEM-X a bordo del satellite INTEGRAL lanciato nel 17 ottobre 2002 e ancora in orbita, con la realizzazione del collimatore di campo e con la calibrazione pre-lancio dell'esperimento presso la facility di raggi X LARIX. 
Il laboratorio LARIX, progettato e sviluppato sotto la responsabilità di Frontera, fa parte del Dipartimento di Fisica e Scienze dell'Università di Ferrara e ora, esteso e aggiornato, è una facility trans-nazionale nell'ambito del programma europeo AHEAD.
Frontera ha anche collaborato alla progettazione e calibrazione dell'esperimento X di alta energia (HE) a bordo del satellite cinese Insight-HXMT sviluppato presso l’IHEP (Institute of High Energy Physics) (PI Shuang-Nan Zhang) lanciato con successo il 15 giugno 2017 dalla base cinese di Jiuquan nel Deserto del Gobi. La collaborazione con IHEP continua per lo sfruttamento scientifico del satellite.

### Innovazioni tecnologiche
In collaborazione con la sezione INFN di Ferrara e con IASF-INAF (ora OAS-INAF) di Bologna, Frontera ha realizzato il primo prototipo di una lente per focalizzare raggi X di alta energia (da 50 a 600 keV) da utilizzare a bordo di satelliti per astronomia gamma. La lente può essere utilizzata anche in fisica medica (per esempio radioterapia). La tecnica di montaggio di questa lente è stata brevettata dall’Università di Ferrara in collaborazione con l’Agenzia Spaziale Italiana (ASI). Lo sviluppo di lenti di Laue per applicazione astrofisiche sta continuando e un nuovo concetto di lenti di Laue è stato proposto per un'idea di missione, ASTENA, per il programma a lungo termine dell'ESA, "Voyager 2050". 

## Pubblicazioni
È autore di oltre 360 pubblicazioni su riviste internazionali, tra cui Nature e Science, e circa 200 pubblicazioni in Atti di Congressi Internazionali, con oltre 850 titoli nell’archivio ADS (Astrophysics Data System) della NASA, includendo anche circolari e telegrammi. Editor di volumi dedicati all’astrofisica delle alte energie, è anche autore della voce “Astronomia X e gamma” dell’Enciclopedia Treccani.
Per l’alto tasso di citazioni (oltre 22.000), nel 2007 è stato incluso tra gli "Highly cited researchers" dall'ISI-Thomson di Philadelphia (USA). 

## Affiliazioni
È membro dell'Accademia delle Scienze di Ferrara, della Società Italiana di Fisica (SIF), della Società Italiana di Relatività Generale e Gravitazione (SIGRAV) e socio emerito dell’American Astronomical Society.
È anche membro dell'associazione "Gruppo 2003 per la Ricerca Scientifica", costituito da scienziati italiani riconosciuti essere tra i più citati al mondo.

## Premi/Riconoscimenti
- Nel 1998 ha ottenuto il premio Bruno Rossi insieme al team di ricerca del satellite Beppo-SAX per aver scoperto e accuratamente localizzato la controparte X dei lampi gamma[8] (GRB) e rendendo così possibile la loro origine extragalattica.
- Nel 2002 ha vinto il premio Cartesio[26] insieme al gruppo di ricerca coadiuvato dall'astronomo Edward Van den Heuvel, "per avere risolto l'enigma dei lampi di raggi gamma"[27].
- Nel 2010, Frontera insieme all'astrofisico Enrico Costa[8], uno dei suoi due vice responsabili dell'esperimento BeppoSAX/PDS e GRBM, è stato insignito del premio Enrico Fermi della SIF[28][29][30], “per la scoperta dell’Afterglow X dei Gamma Ray Bursts, ossia della luminescenza in raggi X dei lampi gamma, col satellite BeppoSAX”.[31]
- Nel 2012 è stato insignito del Marcel Grossmann Award a Stoccolma per aver guidato il progetto di realizzazione del Gamma-ray Burst Monitor[32][33][34][35][36][37][38][39][40] a bordo di Beppo-SAX.
- Nel 2024 riceve l'International Collaboration Award “per il suo notevole contributo al successo della missione cinese Insight-HXMT".[41][42]
- Nel 2024 gli viene dedicato un asteroide, 126177 Filippofrontera.[43][44]